# Список авианесущих кораблей
Данный список содержит перечень авианосцев, перечисленных по дате ввода в эксплуатацию.

## Австралия
| Бортовой номер             | Наименование   | Введён в эксплуатацию | Выведен из состава флота | Статус                                                            | Примечания |
| Гидроавианосец             | Гидроавианосец | Гидроавианосец        | Гидроавианосец           | Гидроавианосец                                                    | Гидроавианосец |
| -------------------------- | -------------- | --------------------- | ------------------------ | ----------------------------------------------------------------- | --- |
| —                          | «Альбатрос»    | 23.01.1929            | 26.04.1933               | Продан для коммерческого использования, пущен на слом в 1954 году | Гидроавианосец использовался в качестве плавучей мастерской.                                                                   |
| Авианосцы типа «Маджестик» |                |                       |                          |                                                                   | |
| R17                        | «Сидней»       | 5.02.1949             | 30.06.1973               | Сдан на слом                                                      | Изначально служил Королевского флота как HMS «Terrible».                                                                       |
| R21                        | «Мельбурн»     | 8.11.1955             | 14.03.1983               | Сдан на слом                                                      | Постройка авианосца была начата для КВМС Великобритании, под названием «Маджестик» и номером R77, в годы Второй мировой войны. |

## Аргентина
| Бортовой номер            | Наименование              | Введён в эксплуатацию     | Выведен из состава флота  | Статус                    | Примечания                                                     |
| Авианосцы типа «Колоссус» | Авианосцы типа «Колоссус» | Авианосцы типа «Колоссус» | Авианосцы типа «Колоссус» | Авианосцы типа «Колоссус» | Авианосцы типа «Колоссус»                                      |
| ------------------------- | ------------------------- | ------------------------- | ------------------------- | ------------------------- | -------------------------------------------------------------- |
| V-1                       | «Индепенденсия»           | 1958                      | 1970                      | Утилизирован              | Изначально был построен Королевского флота как HMS «Warrior».  |
| V-2                       | «Вейнтисинко де Майо»     | 1970                      | 1997                      | Утилизирован              | Изначально был построен Королевского флота как HMS «Venerable» |

## Бразилия
| Бортовой номер            | Наименование              | Введён в эксплуатацию     | Выведен из состава флота  | Статус                    | Примечания |
| Авианосцы типа «Колоссус» | Авианосцы типа «Колоссус» | Авианосцы типа «Колоссус» | Авианосцы типа «Колоссус» | Авианосцы типа «Колоссус» | Авианосцы типа «Колоссус»                                                                                           |
| ------------------------- | ------------------------- | ------------------------- | ------------------------- | ------------------------- | --- |
| А11                       | «Минас-Жерайс»            | 06.12.1960                | 18.10.2001                | Утилизирован              | Изначально был построен Королевского флота как HMS «Vengeance». 14 декабря 1956 года продан Бразилии за 9 млн долл. |
| Авианосцы типа «Клемансо» |                           |                           |                           |                           | |
| A12                       | «Сан-Паулу»               | 2001                      | 22.11.2018                | Сдан на слом              | Изначально был построен для ВМФ Франции как R99 «Foch». В 2000 году, он был продан Бразилии                         |
| Авианосец                 |                           |                           |                           |                           | |
| –                         |                           | 2029 (план)               |                           | Разрабатывается           | |

## Великобритания
| Номер вымпела или бортовой номер | Наименование             | В составе флота          | Выведен из состава флота | Состояние                                     | Примечания               |
| Авианосец типа «Фьюриес»         | Авианосец типа «Фьюриес» | Авианосец типа «Фьюриес» | Авианосец типа «Фьюриес» | Авианосец типа «Фьюриес»                      | Авианосец типа «Фьюриес» |
| -------------------------------- | ------------------------ | ------------------------ | ------------------------ | --------------------------------------------- | ------------------------ |
| 47                               | «Фьюриес»                | 15.03.1918               | 15.09.1944               | Продан на слом                                |                          |
| Авианосец типа «Аргус»           |                          |                          |                          |                                               |                          |
| 49                               | «Аргуc»                  | 16.09.1918               | 05.12.1946               | Сдан на слом                                  |                          |
| Авианосец типа «Виндиктив»       |                          |                          |                          |                                               |                          |
| —                                | «Виндиктив»              | 01.10.1919               | 1947                     | Потоплен                                      |                          |
| Авианосец типа «Игл»             |                          |                          |                          |                                               |                          |
| 94                               | «Игл»                    | 26.02.1924               | 11.08.1942               | Потоплен                                      |                          |
| Авианосец типа «Гермес»          |                          |                          |                          |                                               |                          |
| 95                               | «Гермес»                 | 03.06.1925               | 09.04.1942               | Потоплен                                      |                          |
| Авианосец типа Активити          |                          |                          |                          |                                               |                          |
| D94                              | «Активити»               | 01.01.1943               | 25.03.1946               | Переоборудован в торговое судно. Сдан на слом |                          |
| Авианосцы типа «Корейджес»       |                          |                          |                          |                                               |                          |
| 50                               | «Корейджес»              | 21.02.1928               | 17.09.1939               | Потоплен                                      |                          |
| 77                               | «Глориес»                | 07.01.1930               | 08.06.1940               | Потоплен                                      |                          |
| Авианосец типа «Арк Ройял»       |                          |                          |                          |                                               |                          |
| 91                               | «Арк Ройял»              | 16.11.1938               | 14.11.1941               | Потоплен                                      |                          |
| Авианосцы типа «Илластриес»      |                          |                          |                          |                                               |                          |
| 87                               | «Илластриес»             | 05.05.1940               | 1954                     | Сдан на слом                                  |                          |
| 67                               | «Викториес»              | 15.05.1941               | 13.03.1968               | Сдан на слом                                  |                          |
| 38                               | «Формидебл»              | 24.11.1940               | 1947                     | Сдан на слом                                  |                          |
| Авианосец типа «Индомитебл»      |                          |                          |                          |                                               |                          |
| 92                               | «Индомитебл»             | 10.10.1941               | 05.10.1953               | Сдан на слом                                  |                          |
| Авианосцы типа «Имплакабл»       |                          |                          |                          |                                               |                          |
| R86                              | «Имплакабл»              | 28.08.1944               | 01.09.1954               | Сдан на слом                                  |                          |
| R10                              | «Индефатигабл»           | 03.05.1944               | 1954                     | Сдан на слом                                  |                          |
| Авианосец типа «Юникорн»         |                          |                          |                          |                                               |                          |
| F72                              | «Юникрон»"               | 12.03.1943               | 17.11.1953               | Сдан на слом                                  |                          |
| Авианосцы типа «Колоссус»        |                          |                          |                          |                                               |                          |
| 15                               | «Колоссус»               | 16.12.1944               | 1951                     | Передан Франции                               |                          |
| 04                               | «Венерейбл»              | 17.01.1945               | 15.10.1968               | Продан Нидерландам                            |                          |
| —                                | «Пайонир»                | 08.02.1945               | 1954                     | Сдан на слом                                  |                          |
| 62                               | «Глори»                  | 02.04.1945               | 1961                     | Сдан на слом                                  |                          |
| 68                               | «Оушен»                  | 08.08.1945               | 05.12.1957               | Сдан на слом                                  |                          |
| 51                               | «Персеус»                | 19.10.1945               | 1962                     | Сдан на слом                                  |                          |
| 64                               | «Тезеус»                 | 09.02.1946               | 12.12.1956               | Сдан на слом                                  |                          |
| 16                               | «Триумф»                 | 09.05.1946               | 1956                     | Сдан на слом                                  |                          |
| Авианосцы типа «Маджестик»       |                          |                          |                          |                                               |                          |
| R77                              | «Маджестик»              | 08.11.1955               | 1955                     | Продан Австралии                              |                          |
| R49                              | «Геркулес»               | 04.03.1951               | 1957                     | Продан Индии                                  |                          |
| R97                              | «Магнифисент»            | 21.05.1948               | 1965                     | Продан Канаде                                 |                          |
| R95                              | «Пауэрфул»               | 17.11.1957               | 1971                     | Продан Канаде                                 |                          |
| R93                              | «Террибл»                | 05.02.1949               | 1948                     | Продан Австралии                              |                          |
| Авианосцы типа «Одейшес»         |                          |                          |                          |                                               |                          |
| R05                              | «Одейшес»                | 01.10.1951               | 1972                     | Сдан на слом                                  |                          |
| R09                              | «Арк Ройал»              | 25.02.1955               | 1978                     | Сдан на слом                                  |                          |
| Авианосцы типа «Центавр»         |                          |                          |                          |                                               |                          |
| R06                              | «Центавр»                | 01.09.1953               | 1965                     | Сдан на слом                                  |                          |
| R07                              | «Альбион»                | 26.05.1954               | 02.03.1973               | Сдан на слом                                  |                          |
| R08                              | «Балварк»                | 04.11.1954               | 1981                     | Сдан на слом                                  |                          |
| R012                             | «Элефант»                | 18.11.1959               | 19.04.1986               | Продан Индии                                  |                          |
| Авианосцы типа «Куин Элизабет»   |                          |                          |                          |                                               |                          |
| —                                | «Куин Элизабет»          | —                        | —                        | Строительство отменено                        |                          |
| —                                | «Герцог Эдинбургский»    | —                        | —                        | Строительство отменен                         |                          |
| Авианосцы типа «Инвинсибл»       |                          |                          |                          |                                               |                          |
| R05                              | «Инвинсибл»              | 11.07.1980               | 03.08.2005               | Утилизирован                                  |                          |
| R06                              | «Илластриес»             | 20.06.1982               | 28.08.2014               | Утилизирован                                  |                          |
| R07                              | «Арк Ройял»              | 01.11.1985               | 11.03.2011               | Утилизирован                                  |                          |
| Авианосцы типа «Куин Элизабет»   |                          |                          |                          |                                               |                          |
| R08                              | «Куин Элизабет»          | 07.12.2017               |                          | В строю                                       |                          |
| R09                              | «Принс оф Уэльс»         | 10.12.2019               |                          | В строю                                       |                          |

## Германия
| Номер вымпела или бортовой номер | Наименование                   | В составе флота                | Выведен из состава флота       | Состояние                      | Примечания                     |
| Гидроавианосец типа «Ансвальд»   | Гидроавианосец типа «Ансвальд» | Гидроавианосец типа «Ансвальд» | Гидроавианосец типа «Ансвальд» | Гидроавианосец типа «Ансвальд» | Гидроавианосец типа «Ансвальд» |
| -------------------------------- | ------------------------------ | ------------------------------ | ------------------------------ | ------------------------------ | ------------------------------ |
| FS 1                             | «Ансвальд»                     | 1909                           | 1918                           | Передан Великобритании         |                                |
| FS 2                             | «Санта Элена»                  | 1915                           | 1919                           | Передан США                    |                                |
| Авианосец типа «Авианосец I»     |                                |                                |                                |                                |                                |
| —                                | «Авианосец I»                  | 1915                           | 1922                           | Сдан на слом                   |                                |
| Авианосцы типа «Граф Цеппелин»   |                                |                                |                                |                                |                                |
| —                                | «Граф Цеппелин»                | —                              | —                              | Потоплен                       |                                |
| —                                | «Авианосец Б»                  | —                              | —                              | Не достроен                    |                                |
| Авианосец типа «Зейдлиц»         |                                |                                |                                |                                |                                |
| —                                | «Зейдлиц»                      | —                              | —                              | Разобран на металл             | Бывший тяжёлый крейсер         |

## Индия
| Бортовой номер                    | Наименование               | Введён в эксплуатацию      | Выведен из состава флота   | Статус                     | Примечания |
| Авианосцы типа «Маджестик»        | Авианосцы типа «Маджестик» | Авианосцы типа «Маджестик» | Авианосцы типа «Маджестик» | Авианосцы типа «Маджестик» | Авианосцы типа «Маджестик» |
| --------------------------------- | -------------------------- | -------------------------- | -------------------------- | -------------------------- | --- |
| R21                               | «Викрант»                  | 04.03.1961                 | 31.01.1997                 | Выведен. Корабль музей     | Изначально авианосец служил Королевского флота как HMS «Hercules». Не достроенном виде был продан Индии.                       |
| Авианосцы типа «Викрант»          |                            |                            |                            |                            | |
| R22                               | «Вираат»                   | 20.05.1987                 | 06.03.2017                 | Разобран на металл         | Вираат первоначально введен в строй британского Королевского флота как HMS Hermes. В апреле 1986 года Hermes был продан Индии. |
| Авианесущие крейсера проекта 1160 |                            |                            |                            |                            | |
| R33                               | «Викрамадитья»             | 16.11.2013                 |                            | В строю                    | Ранее эксплуатировался ВМС России Адмирал Горшков. Приобрететенный у России в 2003 году.                                       |
| Авианосцы типа «Викрант»          |                            |                            |                            |                            | |
| IAC-1                             | «Викрант»                  |                            |                            | Строится                   | |

## Испания
| Номер вымпела или бортовой номер              | Наименование                 | В составе флота              | Выведен из состава флота     | Состояние                    | Примечания                   |
| Авианосец типа «Индепенденс»                  | Авианосец типа «Индепенденс» | Авианосец типа «Индепенденс» | Авианосец типа «Индепенденс» | Авианосец типа «Индепенденс» | Авианосец типа «Индепенденс» |
| --------------------------------------------- | ---------------------------- | ---------------------------- | ---------------------------- | ---------------------------- | ---------------------------- |
| R01                                           | «Дедало»                     | 30.08.1967                   | 1989                         | Передан США                  | Бывший авианосец «Кэбот»     |
| Авианосец типа «Принсипе де Астуриас»         |                              |                              |                              |                              |                              |
| R-11                                          | «Принсипе де Астуриас»       | 30.05.1988                   | 06.02.2013                   | Выведен из состава флота     |                              |
| Универсальный десантный корабль «Хуан Карлос» |                              |                              |                              |                              |                              |
| L-61                                          | «Хуан Карлос»                | 30.09.2010                   |                              | В строю                      |                              |

## Италия
| Номер вымпела или бортовой номер               | Наименование            | В составе флота         | Выведен из состава флота | Состояние                    | Примечания                |
| Авианосец типа «Аквила»                        | Авианосец типа «Аквила» | Авианосец типа «Аквила» | Авианосец типа «Аквила»  | Авианосец типа «Аквила»      | Авианосец типа «Аквила»   |
| ---------------------------------------------- | ----------------------- | ----------------------- | ------------------------ | ---------------------------- | ------------------------- |
| —                                              | Аквила                  | —                       | —                        | Разобран на металл           | Бывший лайнера SS Roma    |
| Авианосец типа «Спарвьеро»                     |                         |                         |                          |                              |                           |
| —                                              | Спарвьеро               | —                       | —                        | Потоплен. Разобран на металл | Бывший лайнер MS Augustus |
| Крейсера-вертолётоносцы типа «Андреа Дориа»    |                         |                         |                          |                              |                           |
| С553                                           | «Андреа Дориа»          | 23.02.1964              | 19.07.1991               | Разобран на метал            |                           |
| С554                                           | «Кайо Дуилио»           | 30.11.1964              | 30.09.1992               | Разобран на метал            |                           |
| С555                                           | «Энрико Дандоло»        | —                       | —                        | Строительство прекращено     |                           |
| Крейсера-вертолётоносцы типа «Витторио Венето» |                         |                         |                          |                              |                           |
| С550                                           | «Витторио Венето»       | 12.07.1969              | 29.06.2006               | Снят с вооружения            |                           |
| Авианосцы проекта «Джузеппе Гарибальди»        |                         |                         |                          |                              |                           |
| 551                                            | «Джузеппе Гарибальди»   | 30.09.1985              |                          | В строю                      |                           |
| Авианосец проекта «Кавур»                      |                         |                         |                          |                              |                           |
| 550                                            | «Кавур»                 | 27.03.2008              |                          | В строю                      |                           |
| Десантный вертолётоносец проекта «Триест»      |                         |                         |                          |                              |                           |
| 6260                                           | «Триест»                | 2022                    |                          | Строится                     |                           |

## Канада
| Бортовой номер             | Наименование              | Введён в эксплуатацию     | Выведен из состава флота  | Статус                    | Примечания                |
| Авианосцы типа «Колоссус»  | Авианосцы типа «Колоссус» | Авианосцы типа «Колоссус» | Авианосцы типа «Колоссус» | Авианосцы типа «Колоссус» | Авианосцы типа «Колоссус» |
| -------------------------- | ------------------------- | ------------------------- | ------------------------- | ------------------------- | ------------------------- |
| R31                        | «Уорриор»                 | 14.03.1946                | 23.03.1948                | Продан Аргентине          |                           |
| Авианосцы типа «Маджестик» |                           |                           |                           |                           |                           |
| CVL-21                     | «Магнифисент»             | 21.05.1948                | 14.06.1957                | Продан на слом            |                           |
| CVL-22                     | «Бонавентюр»              | 17.01.1957                | 01.04.1970                | Продан на слом            |                           |

## Китайская Народная Республика
| Бортовой номер                      | Наименование                        | Введён в эксплуатацию               | Выведен из состава флота            | Статус                              | Примечания |
| Авианесущие крейсера проекта 1143.5 | Авианесущие крейсера проекта 1143.5 | Авианесущие крейсера проекта 1143.5 | Авианесущие крейсера проекта 1143.5 | Авианесущие крейсера проекта 1143.5 | Авианесущие крейсера проекта 1143.5 |
| ----------------------------------- | ----------------------------------- | ----------------------------------- | ----------------------------------- | ----------------------------------- | --- |
| CV16                                | «Ляонин»                            | 25.09.2012                          |                                     | В строю                             | Строительство остановлено в 1992. В 1998 продан Украиной Китаю, где к 2012 достроен, переименован в Ляонин. В составе ВМС КНР.              |
| Авианосцы проекта 002               |                                     |                                     |                                     |                                     | |
| CV17                                | «Шаньдун»                           | 17.12.2019                          |                                     | В строю                             | Конструкция корабля в значительной степени повторяет конструкцию советского авианесущего крейсера «Адмирал Флота Советского Союза Кузнецов» |
| Авианосцы проекта 003               |                                     |                                     |                                     |                                     | |
| CV18                                | «Фуцзянь»                           | ~2023                               |                                     | Проходит испытательные плавание     | В июне 2022 года авианосец был спущен на воду                                                                                               |
| Авианосцы проекта 004               |                                     |                                     |                                     |                                     | |
| CV19                                |                                     |                                     |                                     | В процессе строительства            | |

## Республика Корея
| Номер вымпела или бортовой номер             | Наименование                                 | В составе флота                              | Выведен из состава флота                     | Состояние                                    | Примечания                                   |
| Универсальные десантные корабли типа «Токто» | Универсальные десантные корабли типа «Токто» | Универсальные десантные корабли типа «Токто» | Универсальные десантные корабли типа «Токто» | Универсальные десантные корабли типа «Токто» | Универсальные десантные корабли типа «Токто» |
| -------------------------------------------- | -------------------------------------------- | -------------------------------------------- | -------------------------------------------- | -------------------------------------------- | -------------------------------------------- |
| LPH 6111                                     | «Токто»                                      | 03.07.2007                                   |                                              | В строю                                      |                                              |
| LPH 6112                                     | «Марадо»                                     |                                              |                                              | Строится                                     |                                              |
| LPH 6113                                     | «Бэкрёнгдо»                                  |                                              |                                              | Строится                                     |                                              |

## Нидерланды
| Номер вымпела или бортовой номер | Наименование             | В составе флота          | Выведен из состава флота | Состояние                | Примечания               |
| Авианосцы типа «Найрана»         | Авианосцы типа «Найрана» | Авианосцы типа «Найрана» | Авианосцы типа «Найрана» | Авианосцы типа «Найрана» | Авианосцы типа «Найрана» |
| -------------------------------- | ------------------------ | ------------------------ | ------------------------ | ------------------------ | ------------------------ |
| QH1                              | Hr.Ms. «Карел Дорман»    | 23.03.1946               | 28.05.1948               | Передан Великобритании   | Бывший HMS «Найрана»     |
| Авианосцы типа «Колоссус»        |                          |                          |                          |                          |                          |
| R81                              | Hr.Ms. «Карел Дорман»    | 28.05.1948               | 29.04.1968               | Продан Аргентине         | Бывший HMS «Venerable»   |

## Россия
| Бортовой номер                                       | Наименование                                         | Введён в эксплуатацию                                | Выведен из состава флота                             | Статус                                               | Примечания |
| Тяжёлые авианесущие крейсера типа «Адмирал Кузнецов» | Тяжёлые авианесущие крейсера типа «Адмирал Кузнецов» | Тяжёлые авианесущие крейсера типа «Адмирал Кузнецов» | Тяжёлые авианесущие крейсера типа «Адмирал Кузнецов» | Тяжёлые авианесущие крейсера типа «Адмирал Кузнецов» | Тяжёлые авианесущие крейсера типа «Адмирал Кузнецов» |
| ---------------------------------------------------- | ---------------------------------------------------- | ---------------------------------------------------- | ---------------------------------------------------- | ---------------------------------------------------- | --- |
| 063                                                  | «Адмирал Кузнецов»                                   | 20.01.1991                                           |                                                      | В ремонте                                            | Авианосец несколько раз подвергался переименованиваниям. Ещё до окончания сборки, после смерти Л. И. Брежнева, 22 ноября 1982 года крейсер был переименован в его честь. 11 августа 1987 года «Леонид Брежнев» переименован в «Тбилиси». 4 октября 1990 года корабль переименован в третий раз и стал называться «Адмирал Флота Советского Союза Кузнецов». |

## СССР
| Бортовой номер                                       | Наименование                      | Введён в эксплуатацию             | Выведен из состава флота          | Статус                            | Примечания |
| Авианесущие крейсера проекта 1160                    | Авианесущие крейсера проекта 1160 | Авианесущие крейсера проекта 1160 | Авианесущие крейсера проекта 1160 | Авианесущие крейсера проекта 1160 | Авианесущие крейсера проекта 1160 |
| ---------------------------------------------------- | --------------------------------- | --------------------------------- | --------------------------------- | --------------------------------- | --- |
| 075                                                  | «Киев»                            | 28.12.1975                        | 30.06.1993                        | Продан                            | В 2000 продан в Китай, где стал экспонатом и в 2011 также отелем в тематическом парке «Бинхай» в Тяньцзине |
| 015                                                  | «Минск»                           | 27.09.1978                        | 30.06.1993                        | Продан                            | В 1995 продан в Южную Корею для разборки, в 2006 перепродан в Китай и стал экспонатом тематического парка Minsk World в Шэньчжэне, в 2016 продан для тематического парка в Наньтуне. |
| 137                                                  | «Новороссийск»                    | 24.11.1982                        | 30.06.1993                        | Продан                            | В 1994 продан в Южную Корею, в 1997 разобран. |
| 417                                                  | «Адмирал Горшков»                 | 20.12.1987                        | 05.03.2004                        | Эксплуатируется ВМФ Индии         | В 2000 продан в Индию, к 2013 реконструирован по её заказу с перестройкой в классический авианосец, переименован в Викрамадитья. |
| Тяжёлые авианесущие крейсера типа «Адмирал Кузнецов» |                                   |                                   |                                   |                                   | |
| 063                                                  | «Адмирал Кузнецов»                | 20.01.1991                        |                                   | Эксплуатируется ВМФ России        | Авианосец несколько раз подвергался переименованиваниям. Ещё до окончания сборки, после смерти Л. И. Брежнева, 22 ноября 1982 года крейсер был переименован в его честь. 11 августа 1987 года «Леонид Брежнев» переименован в «Тбилиси». 4 октября 1990 года корабль переименован в третий раз и стал называться «Адмирал Флота Советского Союза Кузнецов». |
| —                                                    | «Варяг»                           |                                   |                                   | Эксплуатируется ВМФ Китая         | Строительство остановлено в 1992. В 1998 продан Украиной Китаю, где к 2012 достроен, переименован в Ляонин. |
| Авианесущие крейсера проекта 1143.7                  |                                   |                                   |                                   |                                   | |
| —                                                    | «Ульяновск»                       |                                   |                                   | Не достроен, разобран на стапеле  | |

## США
| Номер вымпела или бортовой номер | Наименование            | В составе флота         | Выведен из состава флота | Состояние                  | Примечания                                                      |
| Авианосец типа «Лэнгли»          | Авианосец типа «Лэнгли» | Авианосец типа «Лэнгли» | Авианосец типа «Лэнгли»  | Авианосец типа «Лэнгли»    | Авианосец типа «Лэнгли»                                         |
| -------------------------------- | ----------------------- | ----------------------- | ------------------------ | -------------------------- | --------------------------------------------------------------- |
| CV-1                             | «Лэнгли»                | 07.04.1913              | 26.02.1937               | Потоплен                   | Бывший USS «Юпитер»                                             |
| Авианосцы типа «Лексингтон»      |                         |                         |                          |                            |                                                                 |
| CV-2                             | «Лексингтон»            | 14.12.1927              | 24.06.1942               | Потоплен                   | Потоплен при участии Сражение в Коралловом море                 |
| CV-3                             | «Саратога»              | 01.07.1922              | 15.08.1946               | Уничтожен                  | Уничтожен при испытаниях атомного оружия у атолла Бикини        |
| Авианосцы типа «Рейнджер»        |                         |                         |                          |                            |                                                                 |
| CV-4                             | «Рейнджер»              | 04.06.1934              | 18.09.1946               | Продан на слом             |                                                                 |
| Авианосцы типа «Йорктаун»        |                         |                         |                          |                            |                                                                 |
| CV-5                             | «Йорктаун»              | 30.09.1937              | 02.10.1942               | Потоплен в битве за Мидуэй |                                                                 |
| CV-6                             | «Энтерпрайз»            | 12.05.1938              | 17.02.1947               | Сдан на слом               |                                                                 |
| Авианосцы типа «Уосп»            |                         |                         |                          |                            |                                                                 |
| CV-7                             | «Уосп»                  | 25.03.1940              | 15.09.1942               | Потоплен                   |                                                                 |
| Авианосцы типа «Йорктаун»        |                         |                         |                          |                            |                                                                 |
| CV-8                             | «Хорнет»                | 20.10.1941              | 13.01.1943               | Потоплен                   |                                                                 |
| Авианосцы типа «Эссекс»          |                         |                         |                          |                            |                                                                 |
| CV-9                             | «Эссек»                 | 31.12.1942              | 30.06.1969               | Сдан на слом               |                                                                 |
| CV-10                            | «Йорктаун»              | 15.04.1943              | 27.06.1970               | Музейный корабль           |                                                                 |
| CV-11                            | «Интрепид»              | 16.08.1943              | 15.03.1974               | Музейный корабль           |                                                                 |
| CV-12                            | «Хорнет»                | 29.11.1943              | 25.07.1989               | Музейный корабль           |                                                                 |
| CV-13                            | «Франклин»              | 31.01.1944              | 17.02.1947               | Разделан на металл         |                                                                 |
| CV-14                            | «Тикондерога»           | 08.05.1944              | 09.01.1947               | Разделан на металл         |                                                                 |
| CV-15                            | «Рэндольф»              | 09.10.1944              | 01.06.1973               | Разделан на металл         |                                                                 |
| CV-16                            | «Лексингтон»            | 17.02.1943              | 08.11.1991               | Корабль музей              |                                                                 |
| CV-17                            | «Банкер Хилл»           | 24.05.1943              | 09.01.1947               | Разделан на металл         |                                                                 |
| CV-18                            | «Уосп»                  | 24.11.1943              | 01.07.1972               | Разделан на металл         |                                                                 |
| CV-19                            | «Хэнкок»                | 15.04.1944              | 30.01.1976               | Разделан на металл         |                                                                 |
| CV-20                            | «Беннингтон»            | 06.08.1944              | 15.01.1970               | Разделан на металл         |                                                                 |
| CV-21                            | «Боксер»                | 16.04.1945              | 01.12.1969               | Разделан на металл         |                                                                 |
| Авианосцы типа «Индепенденс»     |                         |                         |                          |                            |                                                                 |
| CVL-22                           | «Индепенденс»           | 01.01.1943              | 28.08.1946               | Потоплен                   | Потоплен при испытании новых атомных оружии.                    |
| CVL-23                           | «Принстон»              | 25.02.1943              | 24.10.1944               | Потоплен                   | Потоплен при сражение в заливе Лейте                            |
| CVL-24                           | «Белло Вуд»             | 31.03.1943              | 1960                     | Разделан на металл         | В 1953 году передан в аренду Франций, возвращён США в 1950 году |
| CVL-25                           | «Коупенс»               | 28.05.1943              | 13.01.1947               | Разделан на металл         |                                                                 |
| CVL-26                           | «Монтерей»              | 17.06.1943              | 16.01.1956               | Разделан на металл         |                                                                 |
| CVL-27                           | «Лэнгли»                | 31.08.1943              | 19.02.1964               | Разделан на металл         | Передан Франции в 1951 году, возвращён США в 1963 году          |
| CVL-28                           | «Кэбот»                 | 17.11.1943              | 1989                     | Разделан на металл         | Передан Испании в 1967 году, возвращён США в 1989 году          |
| CVL-29                           | «Батаан»                | 17.11.1943              | 09.04.1954               | Разделан на металл         |                                                                 |
| CVL-30                           | «Сан Джасинто»          | 15.12.1943              | 01.03.1947               | Разделан на металл         |                                                                 |
| Авианосцы типа «Эссекс»          |                         |                         |                          |                            |                                                                 |
| CV-31                            | «Бон Омм Ричард»        | 26.11.1944              | 1989                     | Разделан на металл         |                                                                 |
| CV-32                            | «Лейте»                 | 11.04.1946              | 15.05.1959               | Разделан на металл         |                                                                 |
| CV-33                            | «Кирсардж»              | 02.03.1946              | 13.02.1970               | Разделан на металл         |                                                                 |
| CV-34                            | «Орискани»              | 25.09.1950              | 30.09.1976               | Разделан на металл         |                                                                 |
| CV-35                            | «Репрайзел»             |                         |                          | Не достроен                |                                                                 |
| CV-36                            | «Энтитем»               | 28.01.1945              | 08.05.1963               | Разделан на металл         |                                                                 |
| CV-37                            | «Принстон»              | 18.11.1945              | 30.01.1970               | Разделан на металл         |                                                                 |
| CV-38                            | «Шангри-Ла»             | 15.09.1944              | 15.07.1982               | Разделан на металл         |                                                                 |
| CV-39                            | «Лейк Чемплейн»         | 03.06.1945              | 02.05.1969               | Разделан на металл         |                                                                 |
| CV-40                            | «Тарава»                | 08.12.1945              | 01.06.1968               | Разделан на металл         |                                                                 |
| Авианосцы типа «Мидуэй»          |                         |                         |                          |                            |                                                                 |
| CVB-41                           | «Мидуэй»                | 10.09.1945              | 11.04.1992               | Музейный корабль           |                                                                 |
| CVB-42                           | «Франклин Рузвельт»     | 27.10.1945              | 30.09.1977               | Разделан на металл         |                                                                 |
| CVB-43                           | «Корал Си»              | 01.10.1947              | 26.04.1990               | Разделан на металл         |                                                                 |
| CVB-44                           |                         |                         |                          | Строительство прекращено   |                                                                 |
| Авианосцы типа «Эссек»           |                         |                         |                          |                            |                                                                 |
| CV-45                            | Вэлли-Фордж             | 03.11.1945              | 01.06.1967               | Разобран на металл         |                                                                 |
| CV-46                            | Иво Джима               |                         |                          | Не достроен                |                                                                 |
| CV-47                            | Филиппин Си             | 11.05.1946              | 01.12.1970               | Разобран на металл         |                                                                 |
| Авианосцы типа «Сайпан»          |                         |                         |                          |                            |                                                                 |
| CVL-48                           | «Сайпан»                | 14.06.1946              | 15.08.1975               | Разделан на металл         |                                                                 |
| CVL-49                           | «Райт»                  | 09.02.1947              | 01.12.1977               | Разделан на металл         |                                                                 |
| Авианосцы типа «Эссекс»          |                         |                         |                          |                            |                                                                 |
| CV-50                            |                         |                         |                          | Строительство прекращено   |                                                                 |
| CV-51                            |                         |                         |                          | Строительство прекращено   |                                                                 |
| CV-52                            |                         |                         |                          | Строительство прекращено   |                                                                 |
| CV-53                            |                         |                         |                          | Строительство прекращено   |                                                                 |
| CV-54                            |                         |                         |                          | Строительство прекращено   |                                                                 |
| CV-55                            |                         |                         |                          | Строительство прекращено   |                                                                 |
| Авианосцы типа «Мидуэй»          |                         |                         |                          |                            |                                                                 |
| CVB-56                           |                         |                         |                          | Строительство прекращено   |                                                                 |
| CVB-57                           |                         |                         |                          | Строительство прекращено   |                                                                 |
| Авианосец типа «Юнайтед Стейтс»  |                         |                         |                          |                            |                                                                 |
| CVB-58                           | «Юнайтед Стейтс»        | —                       | —                        | Строительство прекращено   |                                                                 |
| Авианосцы типа «Форрестол»       |                         |                         |                          |                            |                                                                 |
| CVA-59                           | «Форрестол»             | 01.10.1955              | 11.09.1993               | Разобран на металл         |                                                                 |
| CVA-60                           | «Саратога»              | 14.04.1956              | 20.08.1994               | Разобран на металл         |                                                                 |
| CVA-61                           | «Рейнджер»              | 10.08.1957              | 10.07.1993               | Разобран на металл         |                                                                 |
| CVA-62                           | «Индепенденс»           | 10.01.1959              | 30.09.1998               | Разобран на металл         |                                                                 |
| Авианосцы типа «Китти-Хок»       |                         |                         |                          |                            |                                                                 |
| CV-63                            | «Китти-Хок»             | 21.04.1961              | 31.02.2009               | Утилизирован               |                                                                 |
| CV-64                            | «Констеллейшн»          | 27.10.1961              | 07.08.2003               | Утилизирован               |                                                                 |
| CV-66                            | «Америка»               | 23.08.1965              | 09.08.1996               | Затоплен                   |                                                                 |
| CV-67                            | «Джон Кеннеди»          | 07.09.1968              | 01.08.2007               | Утилизирован               |                                                                 |
| Авианосец типа «Энтерпрайз»      |                         |                         |                          |                            |                                                                 |
| CVN-65                           | «Энтерпрайз»            | 25.11.1961              | 01.12.2012               | Списан                     |                                                                 |
| Авианосцы типа «Нимиц»           |                         |                         |                          |                            |                                                                 |
| CVN-68                           | «Нимиц»                 | 03.05.1975              |                          | Эксплуатируется            |                                                                 |
| CVN-69                           | «Дуайт Эйзенхауэр»      | 18.10.1977              |                          | Эксплуатируется            |                                                                 |
| CVN-70                           | «Карл Винсон»           | 13.05.1982              |                          | Эксплуатируется            |                                                                 |
| CVN-71                           | «Теодор Рузвельт»       | 25.10.1986              |                          | Эксплуатируется            | В 2020 году экипаж авианосца затронула пандемия COVID-19        |
| CVN-72                           | «Авраам Линкольн»       | 11.11.1989              |                          | Эксплуатируется            |                                                                 |
| CVN-73                           | «Джордж Вашингтон»      | 04.07.1992              |                          | Эксплуатируется            |                                                                 |
| CVN-74                           | «Джон Стеннис»          | 09.12.1995              |                          | Эксплуатируется            |                                                                 |
| CVN-75                           | «Гарри Трумэн»          | 25.06.1998              |                          | Эксплуатируется            |                                                                 |
| CVN-76                           | «Рональд Рейган»        | 12.06.2003              |                          | Эксплуатируется            |                                                                 |
| CVN-77                           | «Джордж Буш»            | 10.01.2009              |                          | Эксплуатируется            |                                                                 |
| Авианосцы типа «Джеральд Форд»   |                         |                         |                          |                            |                                                                 |
| CVN-78                           | «Джеральд Форд»         | 31.05.2017              |                          | Эксплуатируется            |                                                                 |
| CVN-79                           | «Джон Кеннеди»          | 2024                    |                          | Строится                   |                                                                 |
| CVN-80                           | «Энтерпрайз»            | 2027                    |                          | Строится                   |                                                                 |
| CVN-81                           | «Дорис Миллер»          | 2030                    |                          | Планируется                |                                                                 |
| CVN-82                           |                         |                         |                          | Планируется                |                                                                 |

### Вертолётоносцы
| Номер вымпела или бортовой номер              | Наименование                             | В составе флота                          | Выведен из состава флота                 | Состояние                                | Примечания                               |
| Десантные вертолётоносцы типа «Иводзима»      | Десантные вертолётоносцы типа «Иводзима» | Десантные вертолётоносцы типа «Иводзима» | Десантные вертолётоносцы типа «Иводзима» | Десантные вертолётоносцы типа «Иводзима» | Десантные вертолётоносцы типа «Иводзима» |
| --------------------------------------------- | ---------------------------------------- | ---------------------------------------- | ---------------------------------------- | ---------------------------------------- | ---------------------------------------- |
| LPH-2                                         | «Иводзима»                               | 26.08.1961                               | 24.09.1993                               | Спущен на слом                           |                                          |
| LPH-3                                         | «Окинава»                                | 14.04.1962                               | 17.12.1992                               | Потоплен                                 | Потоплен как мишень                      |
| LPH-7                                         | «Гуадалканал»                            | 20.07.1962                               | 31.08.1994                               | Потоплен                                 | Потоплен как мишень                      |
| LPH-9                                         | «Гуам»                                   | 16.01.1965                               | 25.08.1998                               | Потоплен                                 | Потоплен как мишень                      |
| LPH-10                                        | «Триполи»                                | 06.08.1966                               | 15.09.1995                               | Спущен на слом                           |                                          |
| LPH-11                                        | «Новый Орлеан»                           | 16.11.1968                               | 23.10.1998                               | Потоплен                                 | Потоплен как мишень                      |
| LPH-12                                        | «Инчхон»                                 | 20.06.1970                               | 24.05.2004                               | Потоплен                                 | Потоплен как мишень                      |
| Универсальные десантные корабли типа «Тарава» |                                          |                                          |                                          |                                          |                                          |
| LHA-1                                         | «Тарава»                                 |                                          |                                          | Корабль Музей                            |                                          |
| LHA-2                                         | «Сайпан»                                 |                                          |                                          | Спущен на слом                           |                                          |
| LHA-3                                         | «Белье Вуд»                              |                                          |                                          | Был затоплен как мишень                  |                                          |
| LHA-4                                         | «Нассау»                                 |                                          |                                          | Находится в резерве                      |                                          |
| LHA-5                                         | «Пелелю»                                 |                                          |                                          | Находится в резерве                      |                                          |
| Универсальные десантные корабли типа «Уосп»   |                                          |                                          |                                          |                                          |                                          |

## Таиланд
| Бортовой номер                 | Наименование                   | Введён в эксплуатацию          | Выведен из состава флота       | Статус                         | Примечания                                        |
| Авианосец типа «Чакри Нарубет» | Авианосец типа «Чакри Нарубет» | Авианосец типа «Чакри Нарубет» | Авианосец типа «Чакри Нарубет» | Авианосец типа «Чакри Нарубет» | Авианосец типа «Чакри Нарубет»                    |
| ------------------------------ | ------------------------------ | ------------------------------ | ------------------------------ | ------------------------------ | ------------------------------------------------- |
| 911                            | «Чакри Нарубет»                | 27.03.1997                     |                                | Эксплуатируется                | Является самым малым среди современных авианосцев |

## Турция
| Бортовой номер   | Наименование      | Введён в эксплуатацию | Выведен из состава флота | Статус           | Примечания       |
| Авианосец MUGEM] | Авианосец MUGEM]  | Авианосец MUGEM]      | Авианосец MUGEM]         | Авианосец MUGEM] | Авианосец MUGEM] |
| ---------------- | ----------------- | --------------------- | ------------------------ | ---------------- | ---------------- |
| R31              | «Авианосец MUGEM» | ?                     | ?                        | Строится         |                  |

## Франция
| Класс и бортовой номер                          | Наименование                  | В составе флота               | Выведен из состава флота      | Состояние                     | Примечания                                               |
| Гидроавианосец типа «Ла Фудр»                   | Гидроавианосец типа «Ла Фудр» | Гидроавианосец типа «Ла Фудр» | Гидроавианосец типа «Ла Фудр» | Гидроавианосец типа «Ла Фудр» | Гидроавианосец типа «Ла Фудр»                            |
| ----------------------------------------------- | ----------------------------- | ----------------------------- | ----------------------------- | ----------------------------- | -------------------------------------------------------- |
| —                                               | «Ла Фудр»                     | 17.09.1896                    | 01.12.1922                    | Сдан на слом                  |                                                          |
| Гидроавианосец типа «Коммандан Тест»            |                               |                               |                               |                               |                                                          |
| —                                               | «Коммандан Тест»              | 18.04.1932                    | 27.11.1942                    | Поднят и Разобран             | Затоплен при участии Операция «Лила»                     |
| Авианосцы типа «Беарн»                          |                               |                               |                               |                               |                                                          |
| Q419                                            | «Беарн»                       | 28.05.1927                    | 31.03.1967                    | Сдан на слом                  |                                                          |
| Авианосцы типа «Колоссус»                       |                               |                               |                               |                               |                                                          |
| R95                                             | «Арроманш»                    | 16.12.1944                    | 22.01.1974                    | Сдан на слом                  | Бывший британский авианосец «Колоссус»                   |
| Авианосцы типа «Индепенденс»                    |                               |                               |                               |                               |                                                          |
| R96                                             | «Лафайет»                     | 02.06.1951                    | 19.02.1963                    | Возвращён США                 | Бывший американский авианосец «Лэнгли»                   |
| R97                                             | «Буа Белло»                   | 23.12.1953                    | 1960                          | Возвращён США                 | Бывший американский авианосец «Белло Вуд»                |
| Авианосцы типа «Клемансо»                       |                               |                               |                               |                               |                                                          |
| R98                                             | «Клемансо»                    | 22.11.1961                    | 01.10.1997                    | Сдан на слом                  |                                                          |
| R99                                             | «Фош»                         | 15.07.1963                    | 15.11.2000                    | Эксплуатируется ВМС Бразилии  | Ныне «Сан-Паулу»                                         |
| Авианосцы типа «Шарль де Голль»                 |                               |                               |                               |                               |                                                          |
| R91                                             | «Шарль де Голль»              | 18.05.2001                    |                               | Эксплуатируется               | В 2020 году экипаж авианосца затронула пандемия COVID-19 |
| Вертолётоносец типа Жанна д’Арк                 |                               |                               |                               |                               |                                                          |
| R97                                             | «Жанна д’Арк»                 | 30.06.1964                    | 07.06.2010                    | Списан                        |                                                          |
| Универсальные десантные корабли типа «Ураган»   |                               |                               |                               |                               |                                                          |
| L9021                                           | «Ураган»                      | 01.06.1965                    | 2005                          | Списан                        |                                                          |
| L9022                                           | «Ораж»                        | 01.04.1968                    | 2006                          | Списан                        |                                                          |
| Универсальные десантные корабли типа «Мистраль» |                               |                               |                               |                               |                                                          |
| L9013                                           | «Мистраль»                    | 18.12.2005                    |                               | Эксплуатируется               |                                                          |
| L9014                                           | «Тоннер»                      | 01.08.2007                    |                               | Эксплуатируется               |                                                          |
| L9015                                           | «Дисмюд»                      | 12.03.2012                    |                               | Эксплуатируется               |                                                          |

## Швеция
| Номер вымпела или бортовой номер | Наименование                  | В составе флота               | Выведен из состава флота      | Состояние                     | Примечания                    |
| Гидроавианосец типа «Готланд»    | Гидроавианосец типа «Готланд» | Гидроавианосец типа «Готланд» | Гидроавианосец типа «Готланд» | Гидроавианосец типа «Готланд» | Гидроавианосец типа «Готланд» |
| -------------------------------- | ----------------------------- | ----------------------------- | ----------------------------- | ----------------------------- | ----------------------------- |
|                                  | «Готланд»                     | 1934                          | 1950                          | Продан на слом                |                               |

## Югославия
| Номер вымпела или бортовой номер | Наименование               | В составе флота            | Выведен из состава флота   | Состояние                  | Примечания                 |
| Гидроавианосец типа «Змай»       | Гидроавианосец типа «Змай» | Гидроавианосец типа «Змай» | Гидроавианосец типа «Змай» | Гидроавианосец типа «Змай» | Гидроавианосец типа «Змай» |
| -------------------------------- | -------------------------- | -------------------------- | -------------------------- | -------------------------- | -------------------------- |
|                                  | «Змай»                     | 1929                       | 1944                       | Потоплен                   |                            |

## Япония
| Номер вымпела или бортовой номер | Наименование          | В составе флота       | Выведен из состава флота | Состояние                                 | Примечания                       |
| Авианосцы типа «Хосё»            | Авианосцы типа «Хосё» | Авианосцы типа «Хосё» | Авианосцы типа «Хосё»    | Авианосцы типа «Хосё»                     | Авианосцы типа «Хосё»            |
| -------------------------------- | --------------------- | --------------------- | ------------------------ | ----------------------------------------- | -------------------------------- |
|                                  | «Хосё»                | 27.12.1922            | 05.10.1945               | Разобран на металл                        |                                  |
| Авианосцы типа «Акаги»           |                       |                       |                          |                                           |                                  |
|                                  | «Акаги»               | 25.03.1927            | 05.06.1942               | Потоплен                                  |                                  |
|                                  | «Амаги»               |                       |                          | Разобран на стапеле                       | Поврежден во время землетрясения |
| Авианосцы типа «Кага»            |                       |                       |                          |                                           |                                  |
|                                  | «Кага»                | 31.03.1928            | 04.06.1942               | Потоплен                                  |                                  |
| Авианосцы типа «Рюдзё»           |                       |                       |                          |                                           |                                  |
|                                  | «Рюдзё»               | 09.05.1933            | 24.08.1942               | Потоплен                                  |                                  |
| Авианосцы типа «Сорю»            |                       |                       |                          |                                           |                                  |
|                                  | «Сорю»                | 29.12.1937            | 04.06.1942               | Потоплен                                  |                                  |
| Авианосцы типа «Хирю»            |                       |                       |                          |                                           |                                  |
|                                  | «Хирю»                | 05.07.1939            | 05.06.1942               | Разобран на металл                        |                                  |
| Авианосцы типа «Титосэ»          |                       |                       |                          |                                           |                                  |
|                                  | «Титосэ»              | 25.07.1938            | 25.10.1944               | Потоплен                                  |                                  |
|                                  | «Тиёда»               | 15.12.1938            | 25.10.1944               | Потоплен                                  |                                  |
| Авианосцы типа «Дзуйхо»          |                       |                       |                          |                                           |                                  |
|                                  | «Дзуйхо»              | 27.12.1940            | 25.10.1944               | Потоплен                                  |                                  |
|                                  | «Сёхо»                | 15.11.1939            | 07.05.1942               | Потоплен                                  |                                  |
| Авианосцы типа «Сёкаку»          |                       |                       |                          |                                           |                                  |
|                                  | «Сёкаку»              | 08.08.1941            | 19.06.1944               | Потоплен                                  |                                  |
|                                  | «Дзуйкаку»            | 25.09.1941            | 25.10.1944               | Потоплен                                  |                                  |
| Авианосцы типа «Дзюнъё»          |                       |                       |                          |                                           |                                  |
|                                  | «Дзюнъё»              | 05.05.1942            | 1947                     | Продан на слом                            |                                  |
|                                  | «Хие»                 | 31.07.1942            | 20.06.1944               | Потоплен                                  |                                  |
| Авианосцы типа «Рюхо»            |                       |                       |                          |                                           |                                  |
|                                  | «Рюхо»                | 28.11.1942            | 1946                     | Потоплен                                  |                                  |
| Авианосцы типа «Тайхо»           |                       |                       |                          |                                           |                                  |
|                                  | «Тайхо»               | 07.03.1944            | 19.06.1944               | Потоплен                                  |                                  |
| Авианосцы типа «Синано»          |                       |                       |                          |                                           |                                  |
|                                  | «Синано»              | 19.11.1944            | 29.11.1944               | Потоплен                                  |                                  |
| Авианосцы типа «Унрю»            |                       |                       |                          |                                           |                                  |
|                                  | «Унрю»                | 06.08.1944            | 19.12.1944               | Потоплен                                  |                                  |
|                                  | «Амаги»               | 10.08.1944            | 27.07.1945               | Разобран на металл                        |                                  |
|                                  | «Кацураги»            | 15.10.1944            | 1946                     | Разобран на металл                        |                                  |
|                                  | «Касаги»              |                       |                          | Постройка остановлена. Разобран на металл |                                  |
|                                  | «Асо»                 |                       |                          | Постройка остановлена. Разобран на металл |                                  |
|                                  | «Икома»               |                       |                          | Постройка остановлена. Разобран на металл |                                  |